# Paweł V
Paweł V (łac. Paulus V, właśc. Camillo Borghese; ur. 17 września 1552 w Rzymie, zm. 28 stycznia 1621 tamże) – włoski duchowny katolicki, 233. papież w okresie od 16 maja 1605 do 28 stycznia 1621.

## Życiorys

### Wczesne życie
Był synem dziekana prawników Kurii Rzymskiej Marc’Antonia Borghese i jego drugiej żony, Flaminii Astalli. Studiował nauki prawne w Perugii i Padwie, po powrocie do Rzymu został prawnikiem kurialnym oraz referendarzem Najwyższego Trybunału Sygnatury Apostolskiej. W marcu 1576 został wikariuszem patriarchalnej bazyliki liberiańskiej, a od września 1581 był członkiem Penitencjarii Apostolskiej. Od września 1588 do 1591 był wicelegatem w Bolonii, w 1595 odbył nadzwyczajną misję legata przy królu Hiszpanii Filipie II.
5 czerwca 1596 papież Klemens VIII mianował go kardynałem, z tytułem prezbitera S. Eusebio. W kwietniu 1597 Borghese został biskupem Iesi (zrezygnował w 1599), a w czerwcu 1603 wikariuszem generalnym Rzymu. 27 czerwca 1596 został mianowany jednym z inkwizytorów generalnych Kongregacji Świętego Oficjum, a w 1602 objął funkcję sekretarza tej Kongregacji. Był także protektorem katolików szkockich.
Po śmierci Leona XI, Borghese został na konklawe wybrany na papieża (16 maja). Przyjął imię Pawła V, koronował się 29 maja 1605, uroczysty ingres do bazyliki laterańskiej odbył 6 listopada 1605.

### Pontyfikat
Postawił sobie za cel wzmocnienie autorytetu papiestwa wobec władzy świeckiej. Część państw włoskich – Sabaudia, Genua, Neapol – podporządkowała się nowym zarządzeniom, nie przyjęła ich natomiast Wenecja. Papież obłożył ekskomuniką senat i dożę, a całą Republikę Wenecką interdyktem; był to ostatni przypadek interdyktu papieskiego wobec suwerennego państwa. Duchowni, którzy zaakceptowali nałożone kary papieskie, zostali wygnani lub uwięzieni. W sporze delegatem Wenecji był Paolo Sarpi, natomiast papieża reprezentowali kardynałowie Robert Bellarmin i Cezary Baroniusz. Ostatecznie interwencja króla Francji Henryka IV w 1607 zapobiegła przejściu Wenecji na protestantyzm; papież zdjął interdykt, jednak moralnie poniósł porażkę, a prestiż Stolicy Apostolskiej doznał uszczerbku.
Polityka papieża dążyła do zbliżenia z Francją, ale nie zapobiegła rozwojowi tendencji gallikańskich. Nieudane działania podjął Paweł V w sprawie katolików angielskich i irlandzkich. Parlament angielski nałożył na katolików obowiązek składania przysięgi, unieważniającej papieskie prawo odwoływania książąt świeckich. Papież żądał wycofania tego obowiązku, ale w tym samym czasie archiprezbiter George Blackwell, wbrew woli przełożonych nakłaniał katolików do składania przysięgi. Ostatecznie Blackwella odwołano w 1608, ale sytuacja katolików uległa pogorszeniu.
W czasie II wojny polsko-rosyjskiej (tzw. moskiewskiej toczącej się w latach 1609-1618), zdecydowanie popierał Polaków mając nadzieję na podporządkowanie papiestwu ogromnych terenów prawosławnej Rosji.
Papież Paweł V 19 października 1605 potwierdził nakaz przebywania biskupów w swoich diecezjach, a 20 czerwca 1614 opublikował odnowiony Rytuał Rzymski i wzmocnił dyscyplinę w zakonach. Popierał działalność misyjną, w okresie jego pontyfikatu rozwinęły się m.in. misje kapucynów w Kongo i jezuitów w Paragwaju. Misjonarzom jezuickim w Chinach papież zezwolił na używanie miejscowego języka w liturgii.
W 1613 papież zatwierdził Instytut Kongregacji Oratorian Filipa Neri, a rok później francuskie Oratorium Naszego Pana Jezusa Chrystusa (założone przez Pierre'a de Bérulle'a). 1 listopada 1610 Paweł V kanonizował kardynała Karola Boromeusza i Franciszkę Rzymską, a także beatyfikował Ignacego Loyolę, Franciszka Ksawerego, Teresę z Ávili i Filipa Neri.
W okresie pontyfikatu ukończono budowę nawy głównej, fasady i portyku bazyliki św. Piotra. Papież zapewnił Rzymowi poprawę zaopatrzenia w wodę (kazał odbudować dwa akwedukty, w tym dawny Akwedukt Trajana). Wzbogacił zbiory Biblioteki Watykańskiej oraz ustanowił tajne zbiory archiwum. Papież pamiętał także o swojej rodzinie – jego siostrzeniec Scipione Caffarelli-Borghese został mianowany kardynałem i superintendentem Państwa Kościelnego i obdarzony wieloma bogatymi beneficjami. Z osiąganych dzięki wujowi dochodów Scipione wybudował słynną Villa Borghese.
Papież Paweł V wydał decyzję o potępieniu Galileusza. W czasie tego pontyfikatu 5 czerwca 1616 Kongregacja Indeksu potępiła dzieło Kopernika De revolutionibus i zamieściła je na Indeksie Ksiąg Zakazanych.
Zmarł w wyniku drugiego, w krótkim czasie, wylewu, 28 stycznia 1621 roku.

## Nominacje kardynalskie
Paweł V kreował 60 kardynałów, na dziesięciu konsystorzach.